# Karel Opočenský
Karel Opočenský (7. února 1892 Most – 16. listopadu 1975 Praha) byl český šachový mezinárodní mistr a mezinárodní šachový rozhodčí, mistr Československa z let 1927, 1929 a 1938 (ještě v roce 1956 se dělil o třetí místo) a mistr Čech a Moravy z roku 1944.

## Život
Karel Opočenský se narodil jako prostřední ze sedmi dětí v rodině zednického mistra v Mostě. S šachovou hrou se seznámil již v dětství díky otci a staršímu bratrovi. Opravdový zájem o hru však začal projevovat až na vinohradském reálném gymnáziu. Později se stal členem Šachovního klubu Dobruský, kde se vyučil zákonům správného vedení šachové partie a roku 1913 získal titul mistra Ústřední jednoty českých šachistů.
Po první světové válce, která znamenala pozastavení činnosti šachových klubů, si na živobytí vydělával mj. jako účetní, na prvním místě však pro něj i nadále byly šachy. Ve 20. letech se také oženil a s manželkou Vlastou měl dceru Evu a syna Ivana.
Opočenský se zúčastnil mnoha mezinárodních turnajů. Například na turnaji v Paříži roku 1925 skončil na třetím místě za Alexandrem Alexandrovičem Aljechinem a Savielly Tartakowerem, roku 1933 vyhrál v Praze desátý Kautského memoriál, roku 1935 vyhrál turnaj v Luhačovicích a na turnajích v Nauheimu (zvítězil Jefim Bogoljubov) a v Lodži (zvítězil Savielly Tartakower) skončil čtvrtý, roku 1937 skončil v Teplicích druhý za Karlem Gilgem.
Kromě toho se Opočenský zúčastnil čtyř šachových olympiád:
- roku 1931 v Praze, kdy společně se Salomonem Flohrem, Karlem Gilgem, Josefem Rejfířem a Karlem Skaličkou vybojoval třetí místo[3] (s individuálním výsledkem +7 −2 = 4),[4]
- roku 1933 ve Folkestone, kdy společně se Salomonem Flohrem, Karlem Treybalem, Josefem Rejfířem a Karlem Skaličkou vybojoval druhé místo[5] (s individuálním výsledkem +10 −0 = 3, za který získal individuální zlatou medaili),[6]
- roku 1935 ve Varšavě s individuálním výsledkem +5 −4 = 6),[7] kde československé mužstvo skončilo páté,[8]
- roku 1939 v Buenos Aires s individuálním výsledkem +8 −5 = 4),[9] kde reprezentace protektorátu Čechy a Morava skončila na šestém místě.[10]

V době druhé světové války nebyl o šachový svět a dění s ním spojené příliš velký zájem a Karel Opočenský navíc podával nevyrovnané výsledky, které často končily umístěním na čtvrté příčce. Opočenský si tak ke své přezdívce Maestro Opo vysloužil ještě jednou označení Karel IV.
V roce 1947 se stal členem předsednictva Mezinárodní šachové federace (FIDE). Roku 1950 obdržel Opočenský titul mezinárodního mistra a roku 1951 titul mezinárodního šachového rozhodčího. Rozhodoval pak zápasy o titul mistra světa roku 1951 a 1954 v Moskvě, na turnaji kandidátů roku 1953 a na šachové olympiádě roku 1952 v Helsinkách.
Opočenský byl rovněž šachovým publicistou. Vydával aktuální cyklostylovaný týdeník Šachy ČTK, byl členem redakční rady Československého šachu, zástupcem hlavního redaktora Revue FIDE, řídil šachovou rubriku v Rudém právu a je autorem nebo spoluautorem několika šachových knih, například Methodika šachu (1923), Nad šachovnicemi celého světa (1960), Šachy s úsměvem (1961) nebo Tam všichni hrají šachy (1962).